# 鞠杏樹
鞠杏樹（まりあんじゅ）は、日本の女性声優。主にアダルトゲームに出演。

## 出演作品

### ゲーム
- AngelWish 放課後の召使いにチュッ!（栗平 六夏）
- 魔法、ひとつくださいな。（ユマリア・トルナトーレ）

| スタブアイコン | サブスタブ | この項目は、まだ閲覧者の調べものの参照としては役立たない、声優（ナレーターを含む）に関連した書きかけの項目です。この項目を加筆・訂正などしてくださる協力者を求めています（P:アニメ/PJ:芸能人）。 |